# Konvergensteorien
Konvergensteorien er når to vidt forskellige samfundstyper nærmer sig hinanden ved at lære af hinandens grundlæggende tankegange. Denne teori gjorde sig i høj grad gældende imellem Øst (Sovjetunionen og Østtyskland) og Vest (primært Europa, Nordamerika og Vesttyskland) fra 2. verdenskrigs afslutning i 1945 og fortsatte op gennem den kolde krig. Det vil sige at det kapitalistiske system i vesten, rent fordelingspolitisk, nærmede sig østen, bl.a. ved at oprette fattigdomsydelser, samt pensionsordninger, men også med en generelt større fordeling af de statslige midler. Dermed fik den offentlige sektor betydeligt mere ansvar for den enkeltes velfærd end man før havde set i vesten. Denne velfærdssystematiske opbygning i Vesteuropa, var altså en af de ting der trak længere imod østblokken.
- I landene fra Østblokken kom konvergensteorien til udtryk på den måde, at visse virksomheder langsomt begyndte indse, at der var behov for at handle med og importere varer fra de vestlige lande. I Tjekkoslovakiet var der opstået et behov for at handle med de vestlige lande og man gjorde sig klar til en reform af planøkonomien, der gjorde det muligt. I vesten var der stor begejstring for det mulige tiltag og “Foråret i Prag”, der for alvor skulle sende øst hen imod vest. Sovjetunionen greb dog ind og fik stoppet tiltaget.
- Et andet punkt hvorpå de to poler nærmede hinanden var økonomisk. De bevægede sig begge mod et system man kunne kalde blandingsøkonomi. Dette dækker over at den statslige regulering af økonomien i vesten ville eskalere, mens planøkonomien i østen ville give plads for en vis mængde af ikke-planlagte initiativer. Dette betyder så, at denne blandingsøkonomi ville have en del frit marked og en del statslig regulering.
 Der er for få eller ingen kildehenvisninger i denne artikel, hvilket er et problem. Du kan hjælpe ved at angive troværdige kilder til de påstande, som fremføres i artiklen.